# Рембельч
Рембельч (пол. Rębielcz, нім. Rambeltsch) — село в Польщі, у гміні Пщулки Ґданського повіту Поморського воєводства.
Населення — 797 осіб (2011).

## Демографія
Демографічна структура станом на 31 березня 2011 року:
|          | Загалом | Допрацездатний вік | Працездатний вік | Постпрацездатний вік |
| -------- | ------- | ------------------ | ---------------- | -------------------- |
| Чоловіки | 399     | 102                | 272              | 25                   |
| Жінки    | 398     | 94                 | 250              | 54                   |
| Разом    | 797     | 196                | 522              | 79                   |